# 卞三元
卞三元（1616年—1697年），祖籍不詳，汉军镶红旗人，清朝初期政治人物。卞永譽之父。

## 生平
崇德六年，鄉試中舉，歷任秘書院副理事官。順治元年，擔任山東登州府知府，次年改任揚州府知府。順治三年，任山東按察使司副使、東昌兵備道。同年改任江南布政使司右參議、淮海兵備道。順治九年，升任湖廣按察使司副使。順治十三年，擔任陝西苑馬寺卿。次年，改任山西按察使。順治十六年，以右副都御史，任貴州巡撫。順治十八年，改任雲南總督。康熙四年，擔任雲貴總督。諡恪敏。
有《公余诗草》（载张维屏《國朝詩人徵略》）。

## 家庭
- 妾顾氏，载《钦定八旗通志：八旗汉军列女传二》卷264。
- 子卞永誉，刑部左侍郎。